# زیریکلی (شهرستان گافوریسکی، باشقیرستان)
زیریکلی (انگلیسی: Zirikly, Gafuriysky District, Republic of Bashkortostan) یک شهرک در شهرستان گافوریسکی استان باشقیرستان کشور روسیه است.